# ポム・デュセス
ポム・デュセス（仏: Pommes duchesse）は、フランスのジャガイモ料理の一種。マッシュポテトと卵、バターのピューレをオーブンで焼き上げる。
最古のレシピはメノンというグルメ作家が1746年に掲載したものである。1837年には当時のフランス王妃であったマリー・アメリー・ド・ブルボンの昼食にも使用されている。1903年にフランス料理界の巨匠オーギュスト・エスコフィエはポム・デュセスに関する著書を執筆している。
世界恐慌の際にアメリカ政府はジャガイモの大量生産を奨励し、庶民にも広まった。第二次世界大戦下も食糧不足に悩まされていたため、ポム・デュセスは重宝された。1943年1月、フランクリン・ルーズベルト大統領夫人のエレノア・ルーズベルトは、ホワイトハウスで提供される献立にミートローフとポム・デュセスを加えていた。1949年、ニューヨーク・タイムズは希少な牛肉に代わる贅沢かつ安価なコース料理に仕上げるには、ローストチキンの前菜にポム・デュセスを加えるのが相応しいと提唱。
1959年9月、ドワイト・アイゼンハワー米大統領はキャンプ・デービッドでニキータ・フルシチョフソビエト連邦第一書記との晩餐会でプライムリブと焼き鯛、ポム・デュセスをメニューの一つに入れた 。